# 亞伏日采山

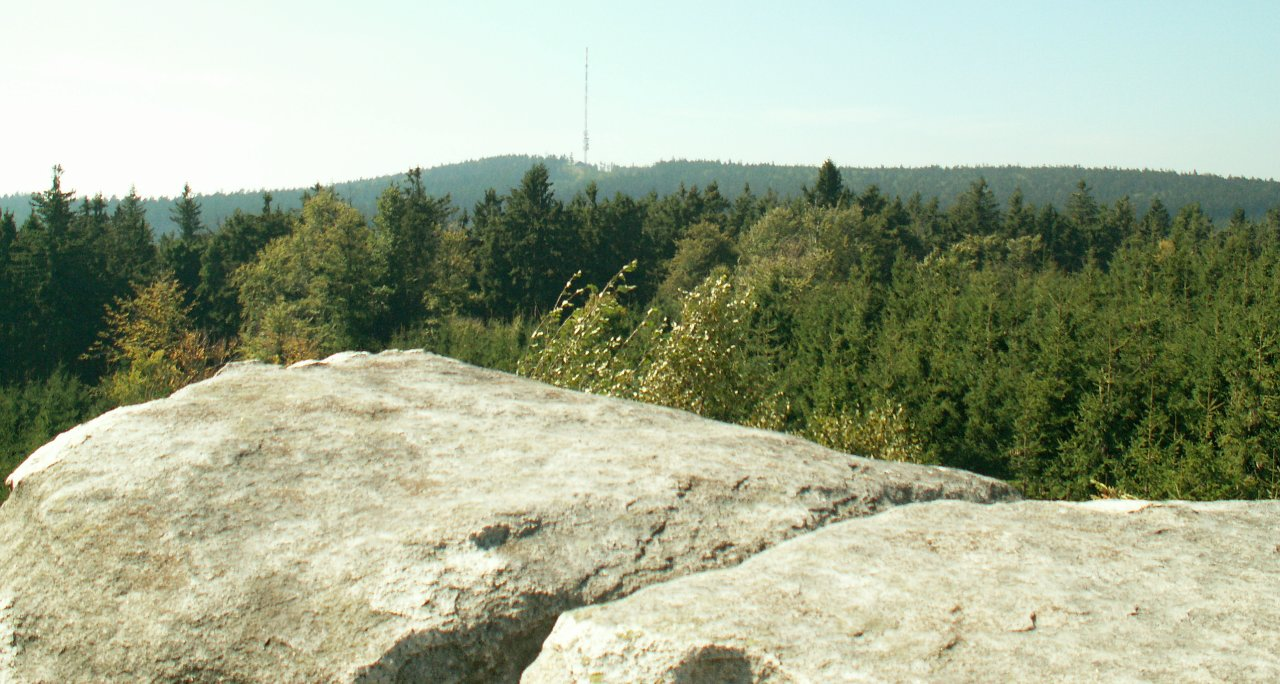
亞伏日采山与电视塔

泰尔奇 观看从亞伏日采山从电视塔的景色 (不向公众开放)

亞伏日采山坐落于捷克共和国泰尔奇古城西北约9公里处。峰顶建有高达166米的巨型电视塔。

另从山顶上的米莎岩石可以透过茂密的森林看到局部的景观，该岩石上有两个形似“石塔”的观景岩，即便是未受过培训的游客也能轻松攀爬上去。不幸的是，由于森林覆盖很广，从峰顶是无法领略到远处的风景的。曾经在此建过一个望景台，近来有人希望重新修建。

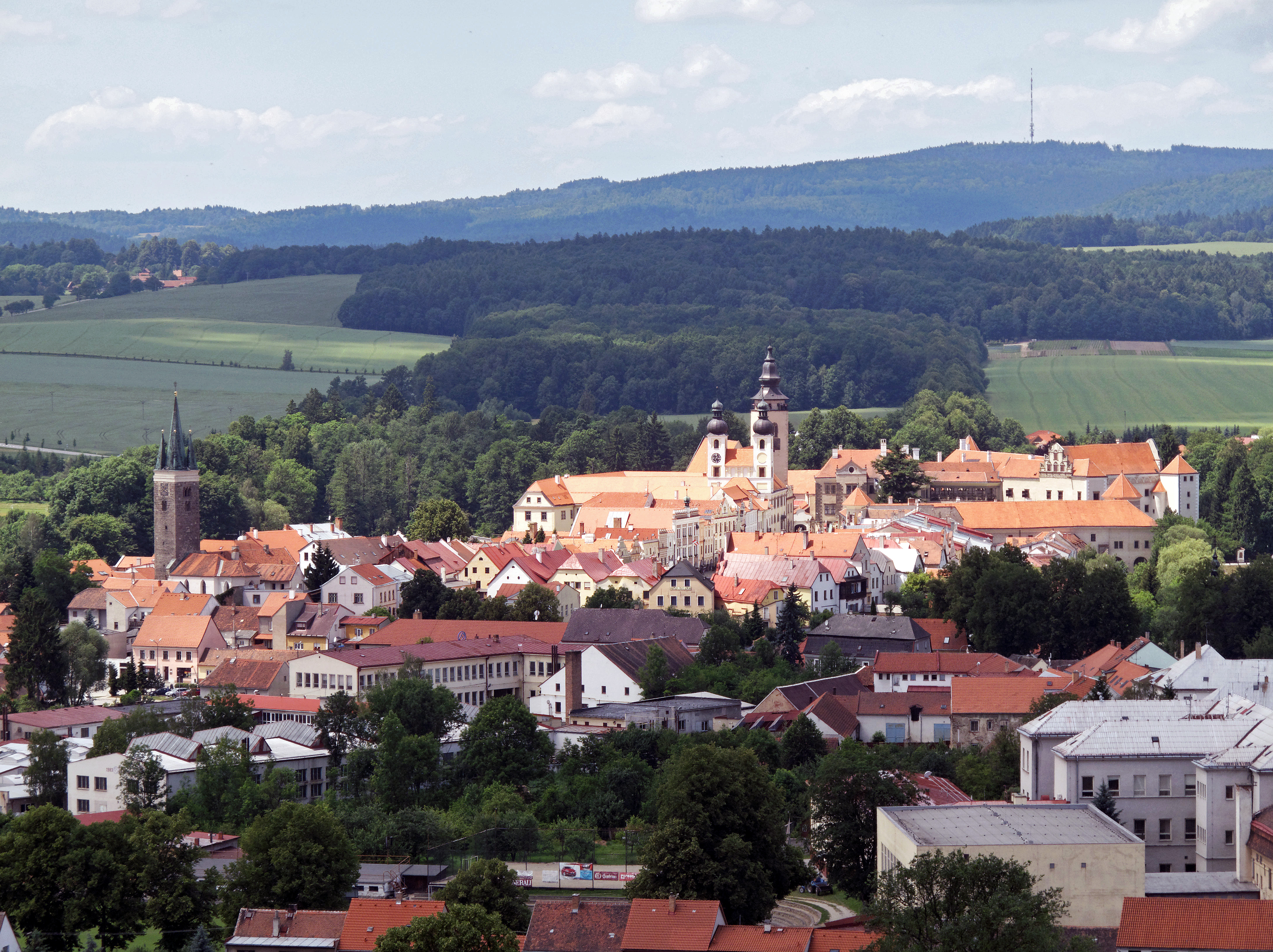
泰尔奇观察从观察塔Oslednice。亞伏日采山在右边

## 照片库

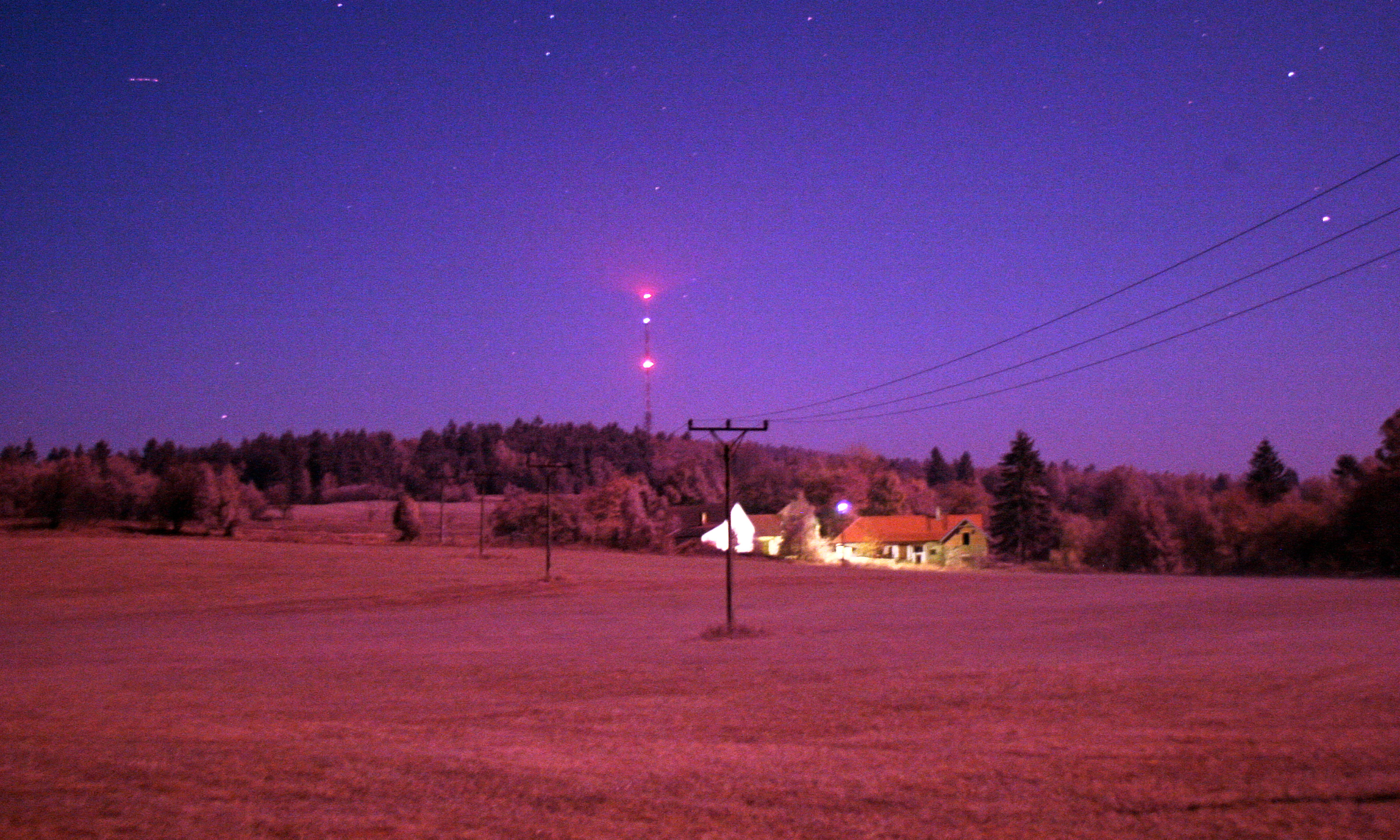
电视塔
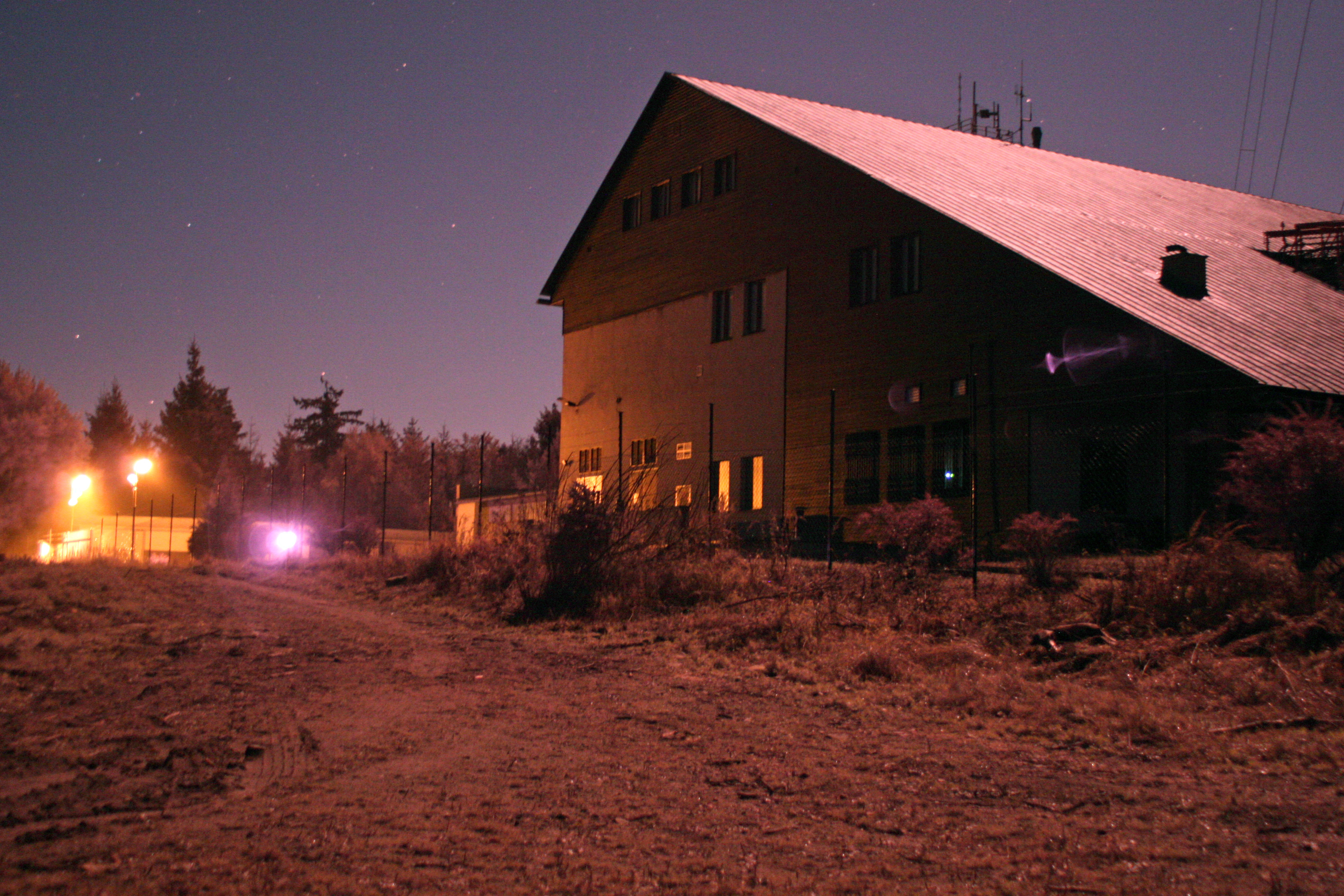
技术建设
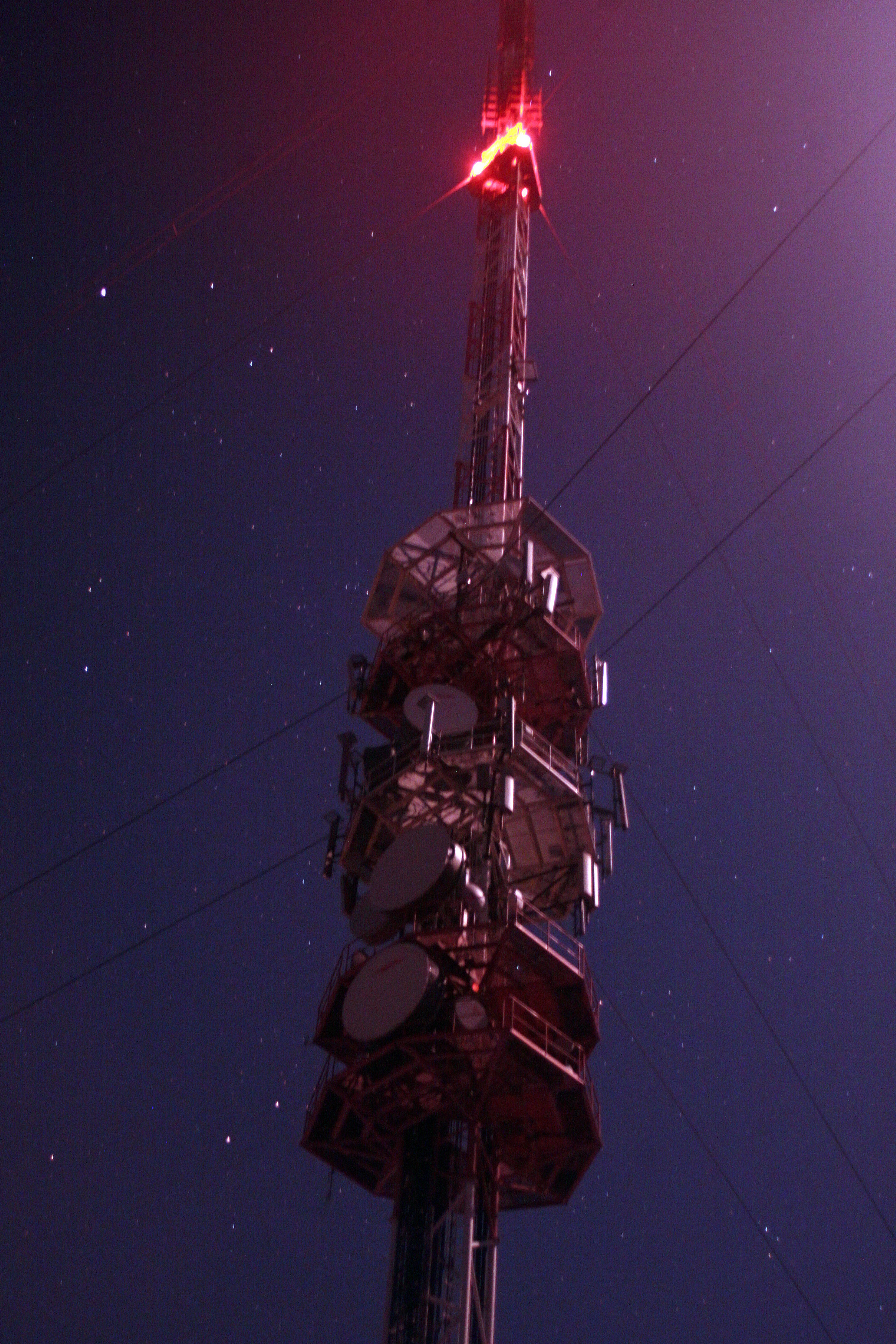
电视塔

## 地图 + 全球定位系统
On-line map (Czech)

GPS: 49.2210 15.3396